# Maison de la culture yiddish
Maison de la culture yiddish/Bibliothèque Medem (česky Dům kultury jidiš/Knihovna Medem) je kulturní instituce v Paříži, která byla založena v roce 2003. Jejím úkolem je poskytovat jazykové kursy jidiš, organizovat kulturní akce a opatrovat rozsáhlou sbírku knih psanou v jidiš. Sídlí v 10. obvodu v ulici Rue du Château d'Eau č. 29.

## Historie

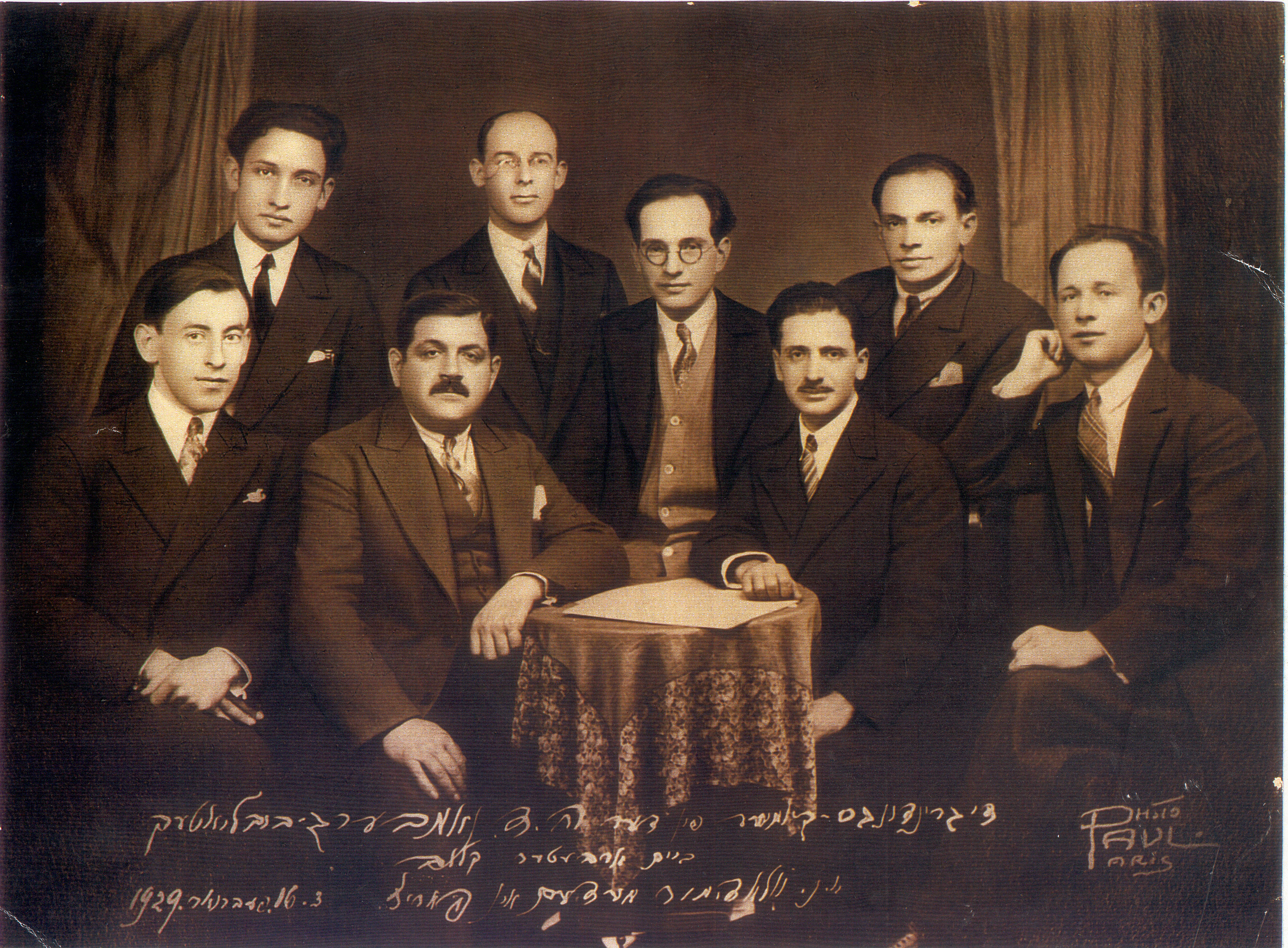
Zakladatelé Bibliothèque Medem (1929, Paříž)

Instituce vznikla z iniciativy Bibliothèque Medem založené v roce 1929 a Association pour l’enseignement et la diffusion de la culture yiddish (Asociace pro výuku a rozšiřování kultury jidiš). Na podzim 2003 se obě organizace sloučily a vytvořily společnou instituci s názvem Maison de la Culture Yiddish/Bibliothèque Medem (פאריזער יידיש־צענטער /מעדעם־ביבליאטעק).

## Náplň činnosti
Instituce má dva základní cíle. Jednak má za úkol rozvíjet znalosti o jidiš v jazykových kursech a při kulturních akcích a dále pečovat o největší neuniverzitní sbírku děl v jidiš v Evropě. Knihovna čítá přes 30 000 knih, z nichž 20 000 je v jidiš a zbývající v ostatních jazycích. Knihovna se též účastní spolu s dalšími židovskými institucemi projektu Judaica Europeana spočívající v digitalizaci a zpřístupnění dokumentů o kultuře a dějinách židů v Evropě.